# Kostel Povýšení svatého Kříže (Adršpach)
Kostel Povýšení svatého Kříže na úpatí Pavlovské hory v Adršpachu v okrese Náchod byl postaven v letech 1827-1831 v klasicistním slohu. Původně měla věž kostela ještě báň. Kostel je chráněn jako kulturní památka České republiky.

## Historie
Od roku 1688 byl v obci dřevěný kostel filiální ke Zdoňovu, od roku 1878 byla zřízena lokálie. Kostel je farní od roku 1855. Farnost zanikla (2009), byla sloučena s farností Teplice nad Metují a kostel se stal kostelem filiálním.

## Interiér
V presbytáři je hlavní oltář Povýšení svatého Kříže. Boční oltář svaté Anny s obrazem Augustina Kracyka z roku 1865. Varhany jsou od varhanáře Paula Noskeho z Broumova. Pozdně renesanční zvon svatý Ondřej je od broumovského zvonaře Andrese Hauptmanna z roku 1641. Pod kruchtou je pískovcový barokní náhrobník Jana Bedřicha Kidlitze z doby kolem roku 1730.

## Bohoslužby
Bohoslužby se konají dle ohlášení.

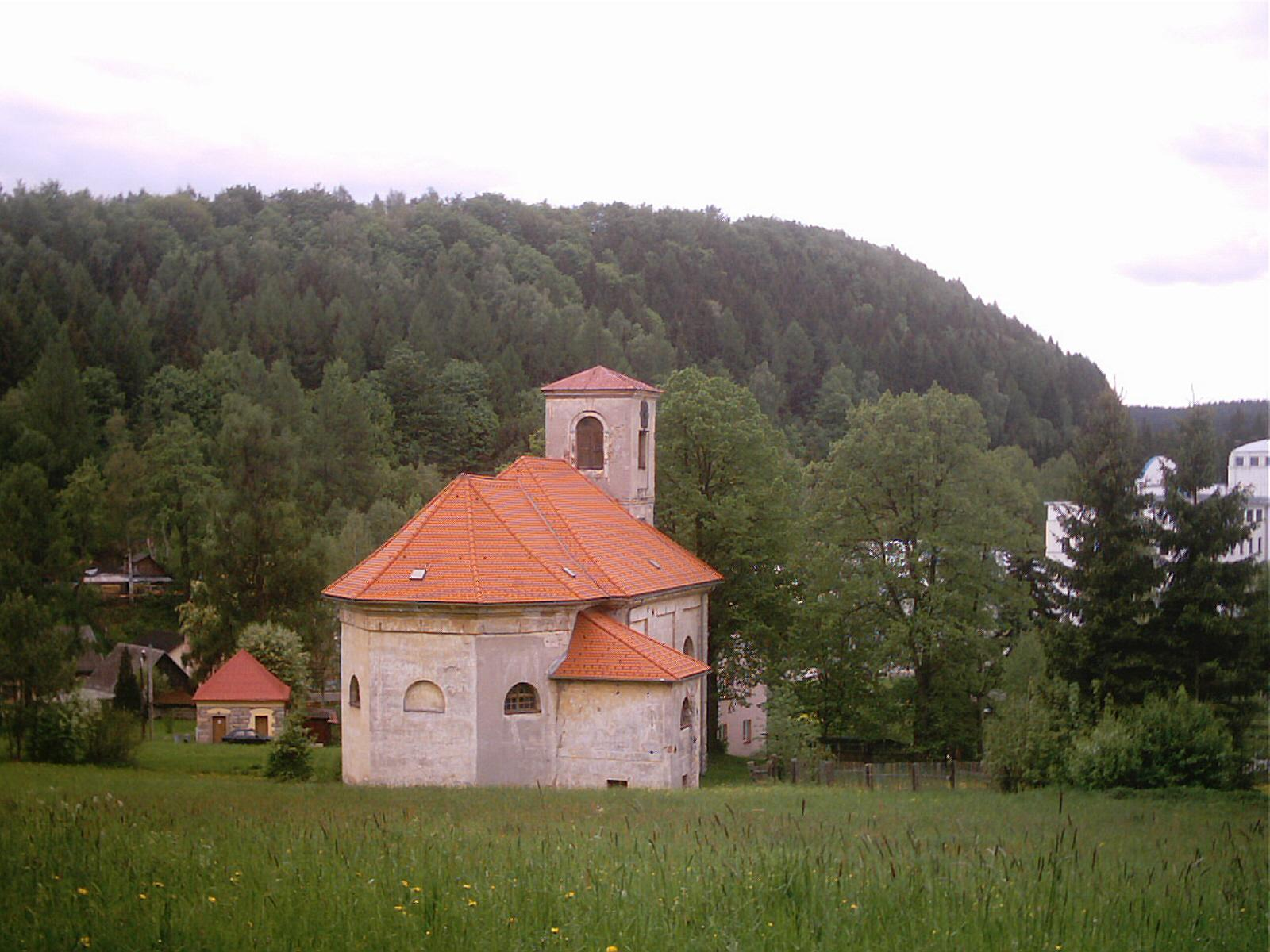
Kostel Povýšení svatého Kříže